# Правило Шульце — Гарді
Правило Шульце — Гарді (англ. Schulze — Hardy’s rule) — критична концентрація коагуляції для типових ліофільних золів дуже чутлива до валентності протийонів (йони з більшою валентністю знижують критичну концентрацію коагуляції). Коагуляційна здатність електроліту є тим вищою, чим більший заряд йонів з протилежним до заряду колоїдних частинок знаком.